# Pyrus
Los perales (Pyrus) son un género de árboles frutales perteneciente a la familia de las rosáceas, la misma que el manzano. El género tiene alrededor de 30 especies con frutos carnosos. Su cultivo está muy extendido, principalmente para la obtención del fruto, llamado pera. Es originario de la zona templada de Europa y Asia. A lo largo de los siglos se han ido seleccionando variedades a partir de los perales silvestres y las especies de perales asiáticos.
El árbol es de tamaño medio y es originario de regiones costeras y templadas de Europa, norte de África y Asia. La madera de peral es uno de los materiales preferidos en la fabricación de instrumentos de viento de madera de alta calidad y muebles.
En todo el mundo se cultivan unas 3000 variedades conocidas de peras, que varían tanto en forma como en sabor. La fruta se consume fresca, en conserva, como zumo, deshidratada, o fermentada como perada.

## Etimología
La palabra pera procede del latín vulgar pira, plural de pirum, afín al griego apios (del micénico ápisos), de origen semítico (pira), que significa "fruta". El adjetivo piriforme o piriforme significa con forma de pera. La palabra latina clásica para designar un peral es pirus; pyrus es una forma alternativa de esta palabra utilizada a veces en latín medieval.

## Historia

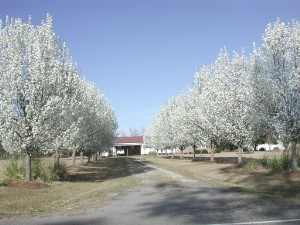
Pyrus calleryana en flor

El cultivo de la pera en climas frescos y templados se remonta a la más remota antigüedad, y existen pruebas de su uso como alimento desde tiempos prehistóricos. Se han encontrado numerosos vestigios en pilotes prehistóricos en torno al lago de Zúrich. Las peras se cultivaban en China ya en el año 2000 a. C. Un artículo sobre el cultivo del peral en España se recoge en la obra agrícola del siglo XII de Ibn al-'Awwam, Libro de agricultura.
La palabra pera, o su equivalente, aparece en todas las lenguas celtas, mientras que en las eslavas y otros dialectos se encuentran denominaciones diferentes, aunque referidas a lo mismo, una diversidad y multiplicidad de nomenclatura que llevó a Alphonse Pyramus de Candolle a deducir un cultivo muy antiguo del árbol desde las orillas del Caspio hasta las del Atlántico.
La pera también fue cultivada por los romanos, que comían los frutos crudos o cocidos, igual que las manzanas. La Historia Natural de Plinio recomendaba guisarlas con miel y mencionaba tres docenas de variedades. El libro de cocina romano De re coquinaria tiene una receta para una pátina o suflé de peras guisadas y especiadas. Los romanos también introdujeron la fruta en Gran Bretaña.
Se supone que cierta raza de peras, con un plumón blanco en la superficie interna de sus hojas, tiene su origen en P. nivalis, y su fruto se utiliza principalmente en Francia para la fabricación de perada (véase también sidra). Otras peras de fruto pequeño, que se distinguen por su maduración temprana y su fruto parecido a la manzana, pueden denominarse P. cordata, una especie que se encuentra de forma silvestre en el oeste de Francia y el suroeste de Inglaterra.
Se cree que el género se originó en la actual China occidental en las estribaciones del Tian Shan, una cadena montañosa de Asia Central, y que se han extendido hacia el norte y el sur a lo largo de las cadenas montañosas, evolucionando en un grupo diverso de más de 20 especies primarias ampliamente reconocidas.  El enorme número de variedades de la pera europea cultivada (Pyrus communis subsp. communis), derivan sin duda de una o dos subespecies silvestres (P. c. subsp. pyraster y P. c. subsp. caucasica), ampliamente distribuidas por toda Europa, y que a veces forman parte de la vegetación natural de los bosques. Los relatos de la corte de Enrique III de Inglaterra registran peras enviadas desde La Rochelle-Normande y presentadas al rey por los sheriffs de la ciudad de Londres. Los nombres franceses de las peras cultivadas en los jardines medievales ingleses sugieren que su reputación, al menos, era francesa; una de las variedades preferidas en los relatos llevaba el nombre de San Rieul de Senlis, obispo de Senlis en el norte de Francia.
Las especies asiáticas con frutos comestibles de tamaño mediano a grande incluyen P. pyrifolia, P. ussuriensis, P. × bretschneideri, P. × sinkiangensis y P. pashia.  Otras especies de fruto pequeño se utilizan frecuentemente como portainjertos para las formas cultivadas.[cita requerida]

## Descripción

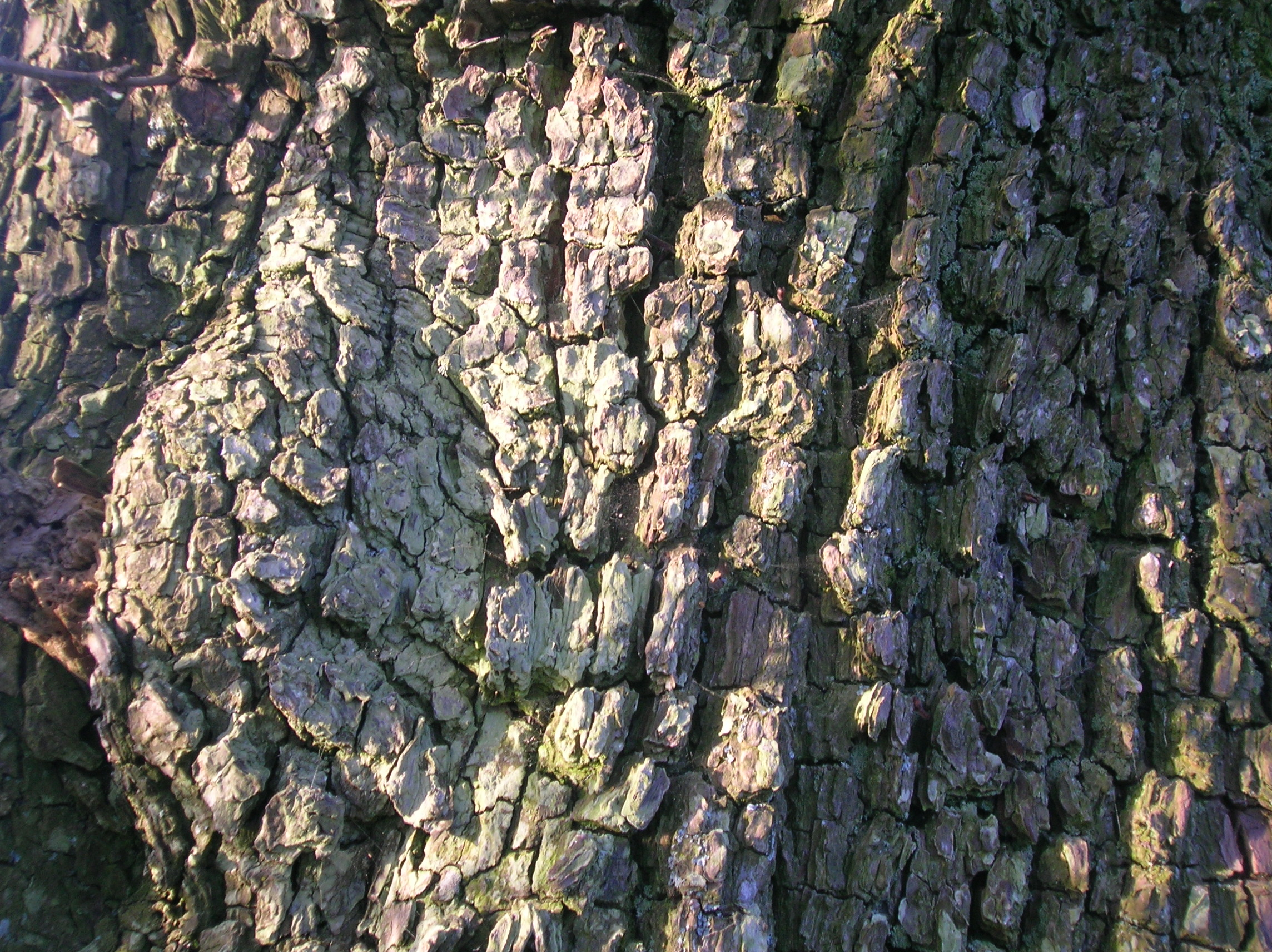
Corteza del peral silvestre (P. pyraster).

Los perales suelen adoptar forma arbórea. Son árboles de tamaño mediano, que alcanzan de media 10–17 m de alto, a menudo con una coronación alta y estrecha; unas pocas especies son arbustivas. El peral silvestre alcanza unos 20 metros de alto, que es lo que pueden alcanzar también algunas variedades cultivadas. Las especies más bajas tienen su límite en los 12 metros, como ocurre con el peral de hojas de almendro y el peral de las nieves. La corteza de los perales es pardo negruzca, con placas nudosas y oblongas en el peral común y con grietas transversales y longitudinales en el peral silvestre. Dentro de este tono, hay especies con la corteza pardo grisácea más clara (como el peral de Callery) y otras que lo tienen más oscuro, como el peral de hojas de almendro o el de las nieves. Llega a ser de color negro en el peral de hojas de sauce.

Una característica de las ramas o brotes de los perales silvestres es que son espinosas, aunque esto no suele ocurrir en los perales cultivados. En cuanto a las hojas, son alternas y de formas variadas, pero en términos generales puede decirse que son ovaladas, pecioladas y agudas. La longitud de las hojas, en el peral común se sitúa entre los 3 y los 8 centímetros. Las del peral silvestre suelen ser más pequeñas, 4 cm. Las más grandes son las del peral Nashi que llegan hasta los 10 centímetros. El borde suele ser finamente serrado, pero alguna especie carece de tales dientes, como Pyrus salvifolia.

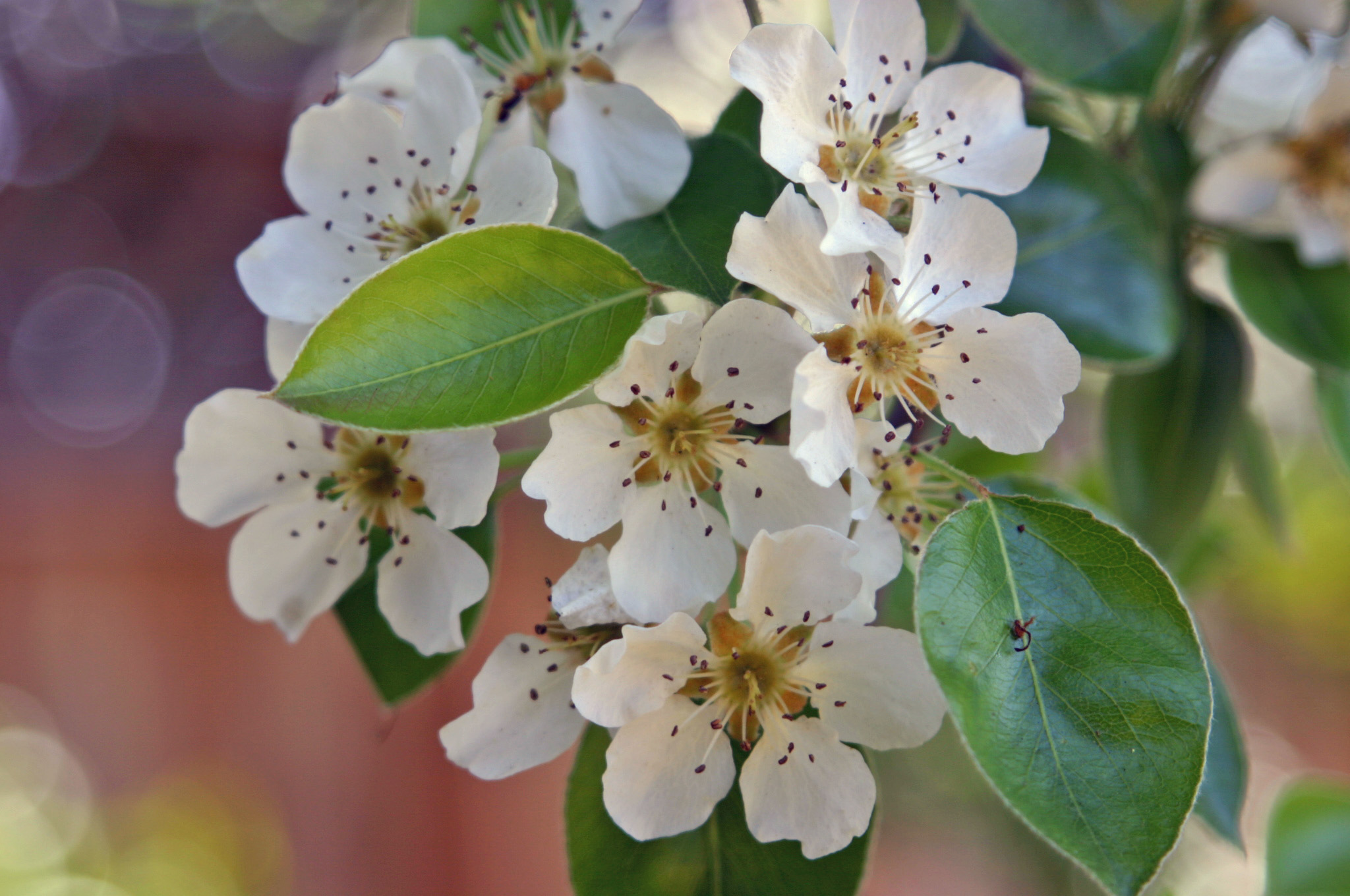
Flores de peral

Las flores de los perales se agrupan en corimbos. Son hermafroditas, pentámeras y de color blanco. Los estambres son purpúreos, lo que en muchas especies dan un matiz rosado al aspecto del árbol florecido como en el peral silvestre atlántico y peral del Himalaya. Los frutos son pomos de forma redondeada o piriforme, comestibles y son más grandes y carnosos en las variedades cultivadas que en las silvestres. En estas últimas suelen tener unos 4 cm, así ocurre en el peral silvestre y en el de las nieves. No obstante, en otras son diminutos como canicas, de 2 cm, como ocurre en los frutos de los perales silvestres atlánticos, el del Himalaya y también el del peral de Callery.

## Distribución y hábitat
Debido a su cultivo para la producción de peras, se trata de unos árboles muy extendidos. Los perales son originarios de las regiones templadas y costeras del Viejo Mundo, desde Europa occidental y norte de África hacia el este pasando por toda Asia. El peral cultivado en huertos de frutales prefiere zonas de clima más bien fresco y húmedo, pero con veranos cálidos. Para que prospere su cultivo es preciso que sea una zona abierta y bien drenada, es decir, no resulta un árbol apropiado para valles cerrados, umbríos, encharcados o neblinosos. La especie de peral preferida para la producción de peras comestibles en China es el Nashi. El peral silvestre prefiere bosques y matorrales zonas de media montaña, junto con robles y olmos. Se le puede encontrar desde la llanura hasta la montaña. En la zona alpina hay perales silvestres hasta los 850 m s. n. m.
En España las plantaciones de Pyrus communis en sus variedades culta (cultivada) se encuentran en las provincias de Lérida, Badajoz, Huesca, Valencia, Castellón y Zaragoza. El peral silvestre vive en zonas montuosas, acompañando a los bosques de haya y roble, y no coincide con el olivo. Hay una especie, el peral silvestre atlántico, que se da en toda la vertiente atlántica de la península ibérica, además del oeste de Francia.

## Taxonomía

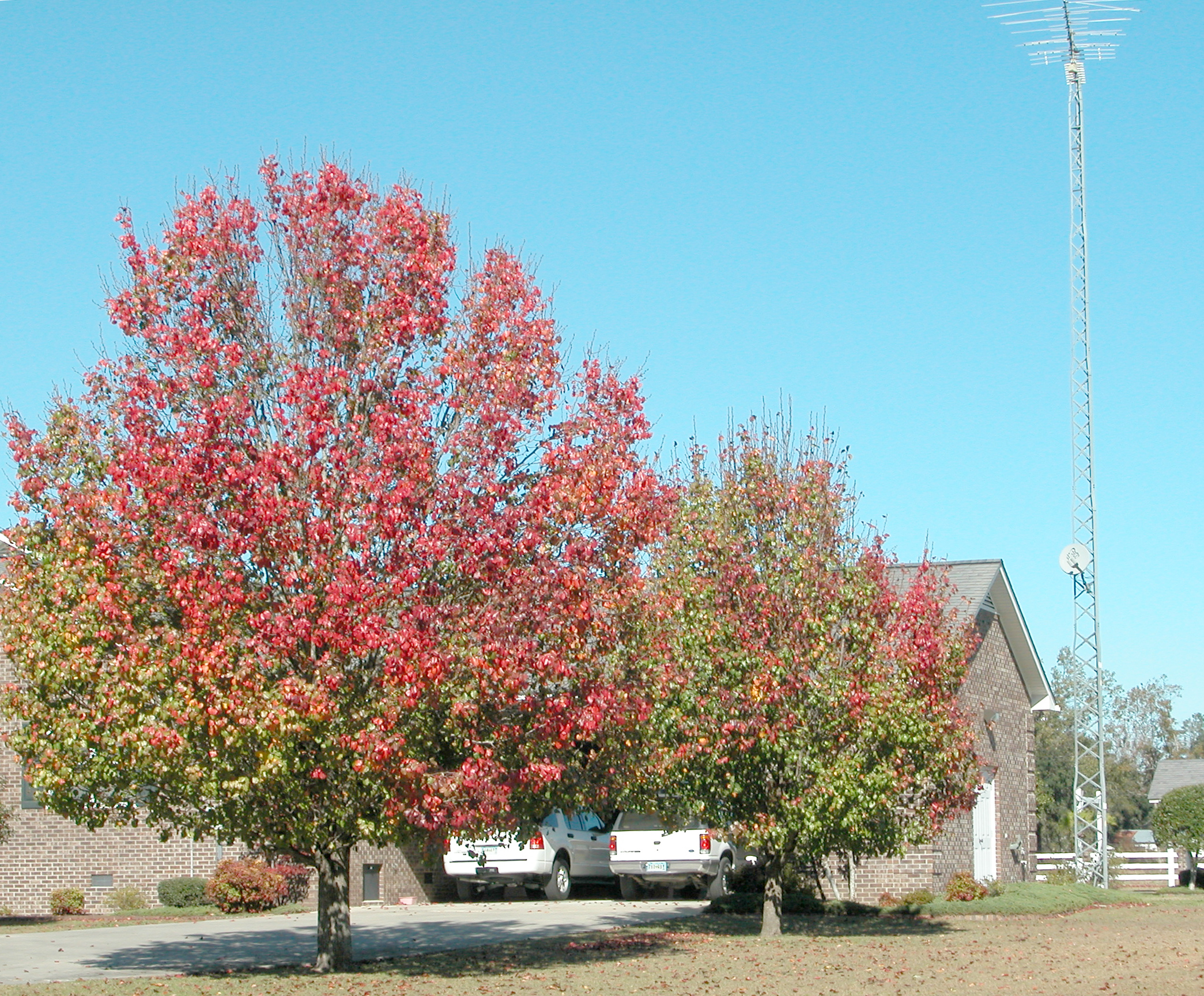
Peral de Callery (P. calleryana) con hojas otoñales.

Pyrus fue descrito por Carlos Linneo y publicado en Species Plantarum 1: 479–480, en el año 1753. La especie tipo es: Pyrus communis L.

## Selección de especies

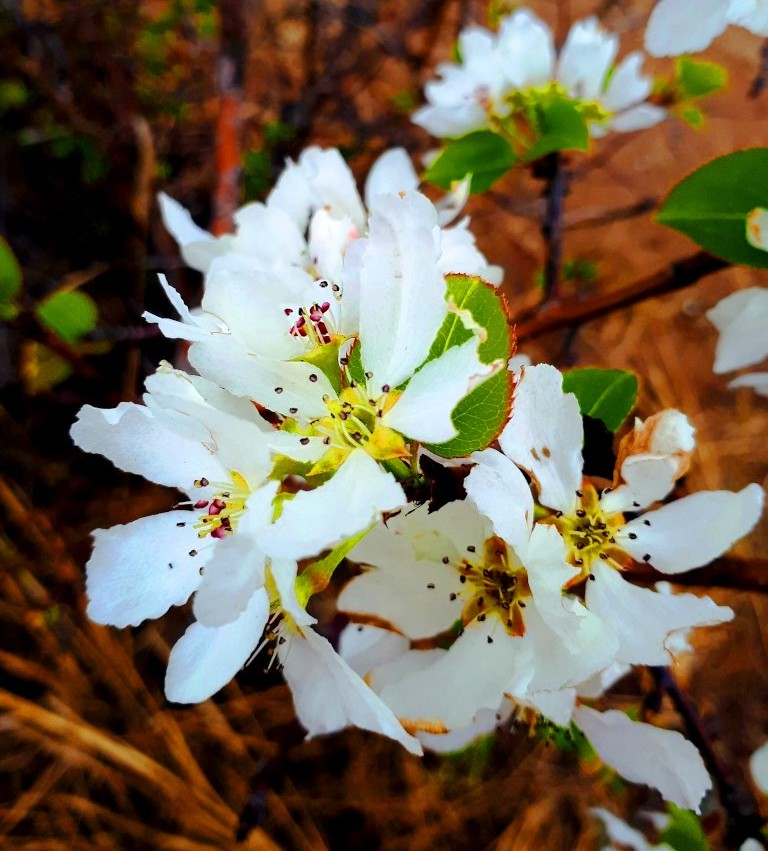
Flor de pera en Siberia Oriental

El género Pyrus tiene unas 30 especies. Del peral común Pyrus communis  proceden la mayor parte de las variedades que se cultivan para la producción de peras. Esta especie se originó en Europa del Este y procede de Pyrus nivalis y Pyrus caucasica.

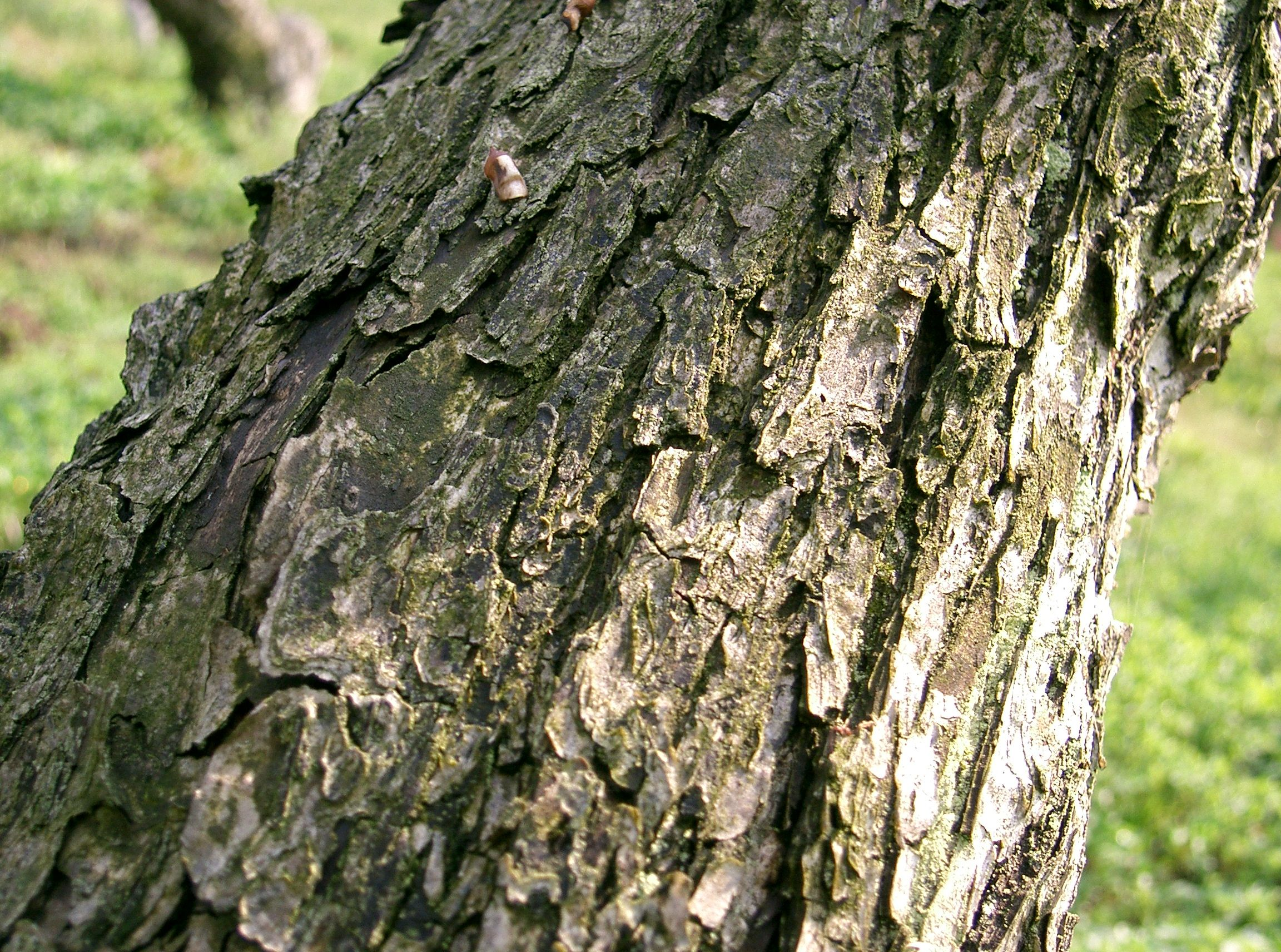
Corteza de nashi (P. pyrifolia var. culta).

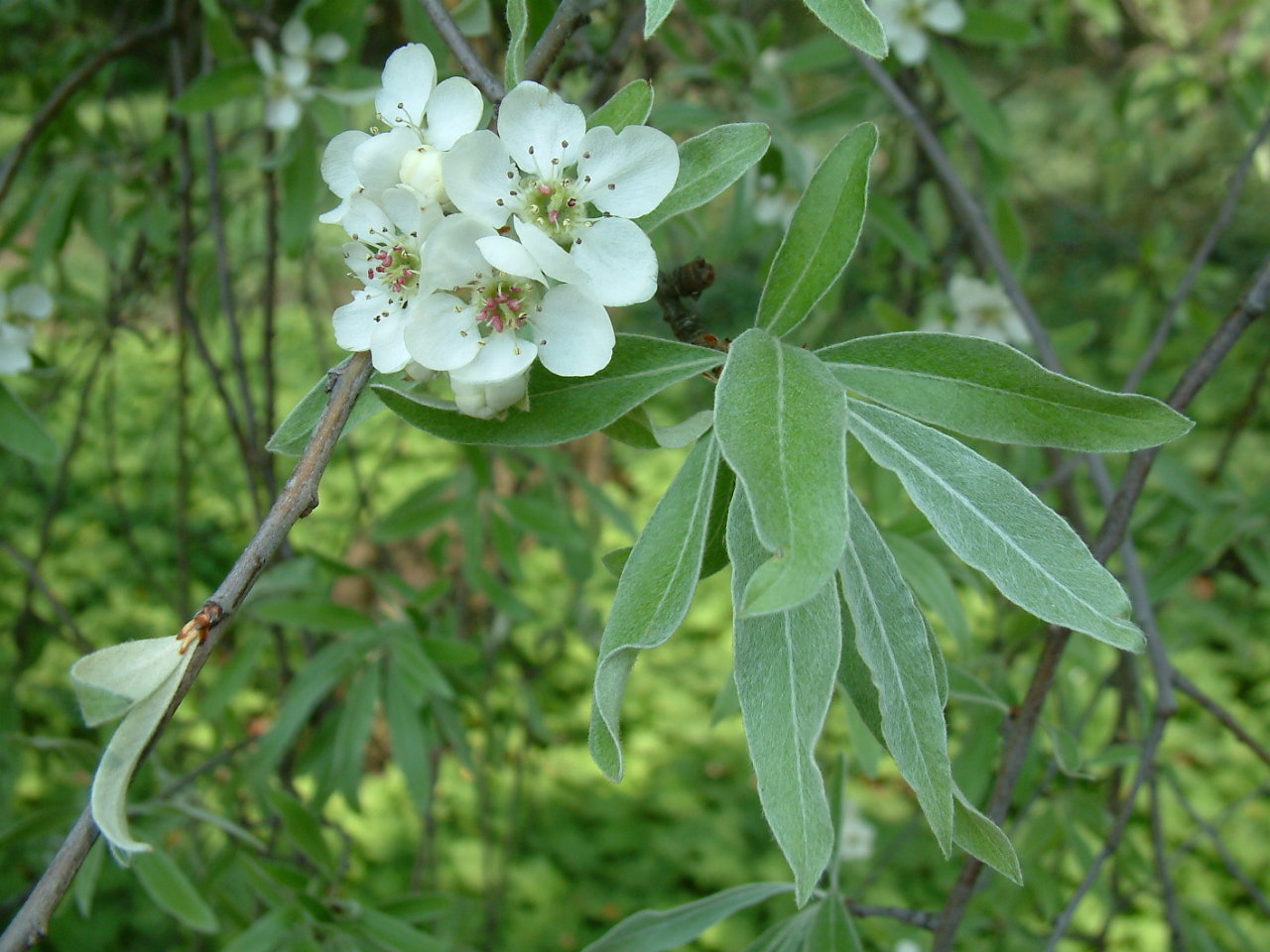
Flor y hojas de peral de hojas de sauce (P. salicifolia var. pendula).

- Pyrus amygdaliformis - Peral de hojas de almendro (De Italia hasta Bulgaria)
- Pyrus austriaca – Peral austríaco (Centro de Europa)
- Pyrus balansae
- Pyrus betulifolia
- Pyrus bourgaeana – Piruétano (Península ibérica, Marruecos)
- Pyrus bretschneideri
- Pyrus calleryana – Peral de Callery (Centro y Sur de China)
- Pyrus caucasica (De Grecia oriental hasta el Cáucaso)
- Pyrus communis – Peral común o, simplemente, Peral
- Pyrus cordata (sin. P. communis var. cordata) – Peral silvestre atlántico (Vertiente atlántica de Francia y España)
- Pyrus cossonii
- Pyrus elaeagrifolia (Sudeste de Europa, Crimea, Túnez).
- Pyrus fauriei
- Pyrus kawakamii
- Pyrus korshinskyi
- Pyrus lindleyi
- Pyrus magyarica (Hungría)
- Pyrus nivalis – Peral de las nieves (Desde Italia hasta Rumanía)
- Pyrus pashia – Peral del Himalaya (Afganistán, China occidental)
- Pyrus persica
- Pyrus phaeocarpa
- Pyrus pyraster – Peral silvestre (Europa, Asia Occidental)
- Pyrus pyrifolia – Nashi (Oeste y centro de China)
- Pyrus regelii
- Pyrus rossica (Centro de la Rusia europea)
- Pyrus salicifolia - Peral de hojas de sauce (Cáucaso y norte de Irán)
- Pyrus salvifolia (Europa)
- Pyrus serrulata
- Pyrus syriaca
- Pyrus ussuriensis (Nordeste de Asia)

Entre los híbridos más frecuentes cabe citar:
- Pyrus x lecontei
- Pyrus x michauxii - Peral de Michaux.

## Usos

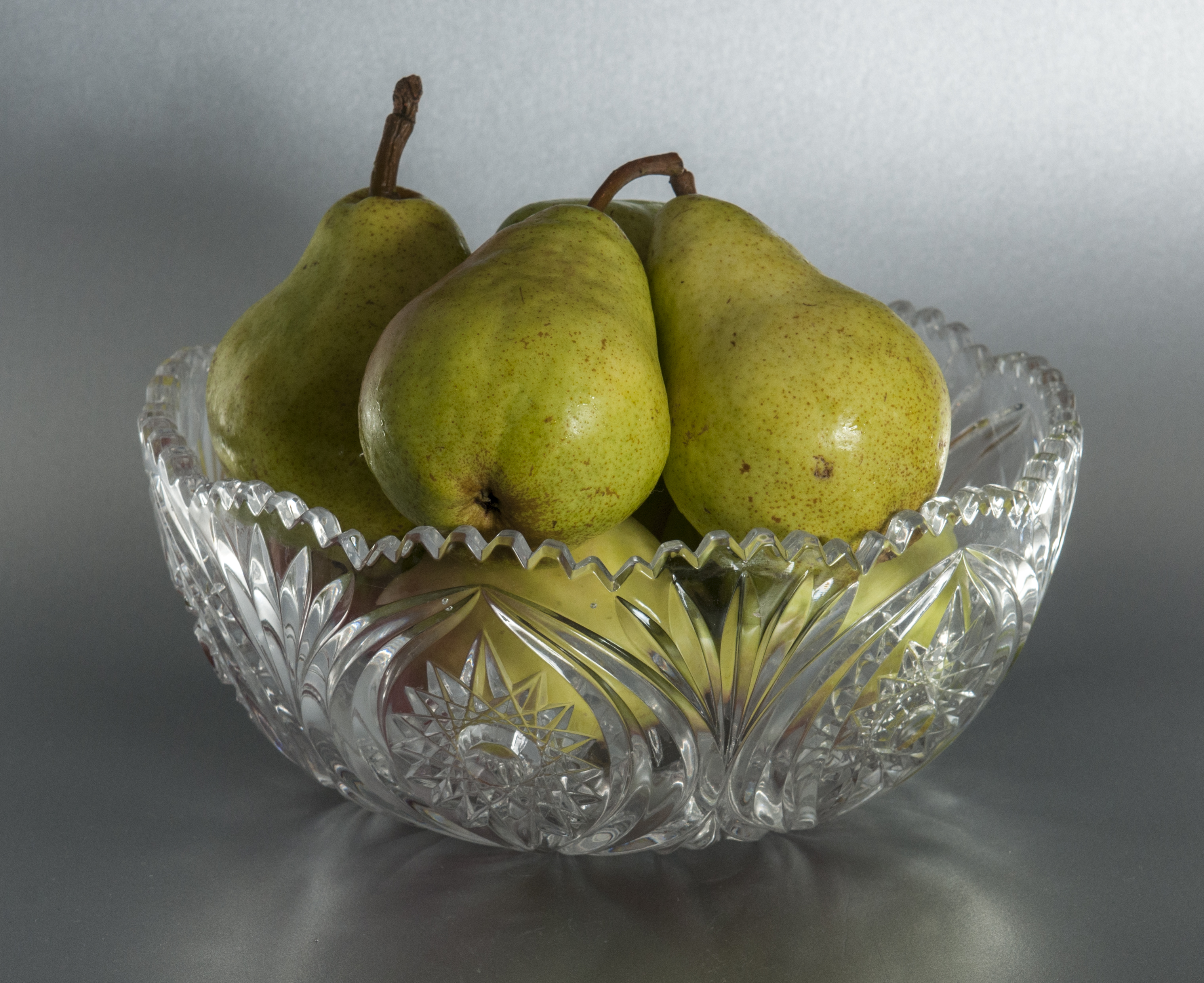
Pyrus

Los perales se cultivan, en casas sobre todo, por su fruto carnoso y refrescante, bien para su consumo fresco, para saber cómo  procesarlo como sidra de pera, obtenida del peral de las nieves o para elaborar conservas, compotas y mermeladas.

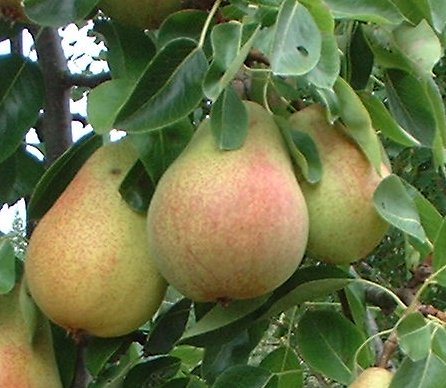
Fruto de un peral europeo 'Clapps Favorite'.

También se usa como ornamento en parques y jardines, sobre todo determinadas especies, como el peral de hojas de sauce, especialmente los ejemplares péndulos.

### Madera
La madera de peral es uno de los materiales preferidos en la fabricación de instrumentos de viento madera debido a su dureza, grano y peso relativamente liviano y muebles de alta calidad, y se utilizaba para hacer los bloques tallados para xilografías. También se utiliza para tallar madera y como leña para producir humo aromático para ahumar carne o tabaco. La madera de peral es apreciada para cucharas de cocina, cucharones y agitadores, ya que no contamina los alimentos con color, sabor u olor, y resiste la deformación y el astillamiento a pesar de los repetidos ciclos de remojo y secado. Lincoln la describe como «una madera bastante dura y muy estable... (utilizada para) tallar... cepillos, mangos de paraguas, instrumentos de medida como escuadras y escuadras en T... flautas dulces... diapasones de violín y guitarra y teclas de piano... enchapados decorativos». El peral es la madera preferida para las reglas de arquitecto porque no se deforma.  Es similar a la madera de su pariente, el manzano (Malus domestica) y se utiliza para muchos de los mismos fines.

## BIbliografía
- Gregor Aas y Andreas Riedmiller: Gran Guía de la Naturaleza, editorial Everest, traductor Eladio M. Bernaldo de Quirós, ISBN 84-241-2663-5, 4.ª edición, 1993.
- Owen Johnson y David More: Árboles: guía de campo, editorial Omega, traductor Manuel Pijoan Rotger, ISBN 978-84-282-1400-1, 2006.
- "Peral", Gran Enciclopedia Ilustrada, ediciones Danae, S.A., 1981. ISBN 84-7505-275-4. Tomo 15.
- "PERAL", Enciclopedia de Ciencias Naturales, editorial Bruguera, S.A., 1967. Volumen 4.